# Метробудівська вулиця (Київ)
Метробу́дівська ву́лиця — вулиця в Солом'янському районі міста Києва, місцевість Відрадний. Пролягає від бульвару Вацлава Гавела до вулиці Віталія Скакуна.
Прилучається вулиця Василя Чумака.

## Історія
Вулиця виникла наприкінці 50-х років ХХ століття під назвою Нова. Сучасна назва — з 1958 року, від розташованого вздовж неї селища метробудівників (повторне рішення про найменування — 1961 року).

## Установи
- № 3а — школа-дитсадок «Палітра», № 480;
- № 5а — Фаховий коледж інженерії та управління Національного авіаційного університету;
- № 12а — Консультативна поліклініка Міської клінічної офтальмологічної лікарні «Центр мікрохірургії ока»;
- № 14/12 — відділення зв'язку № 65.

## Зображення

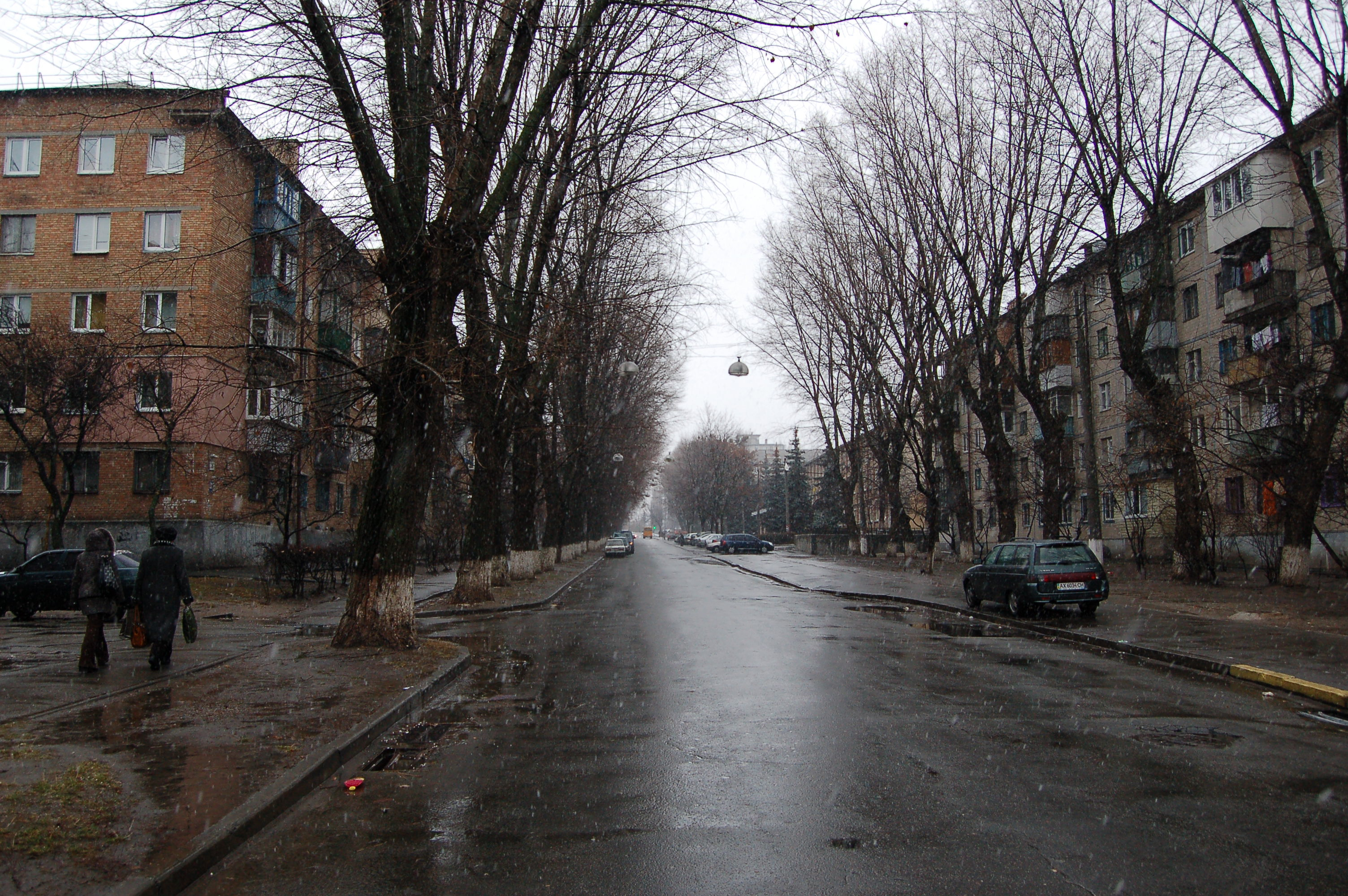
У бік проспекту Любомира Гузара
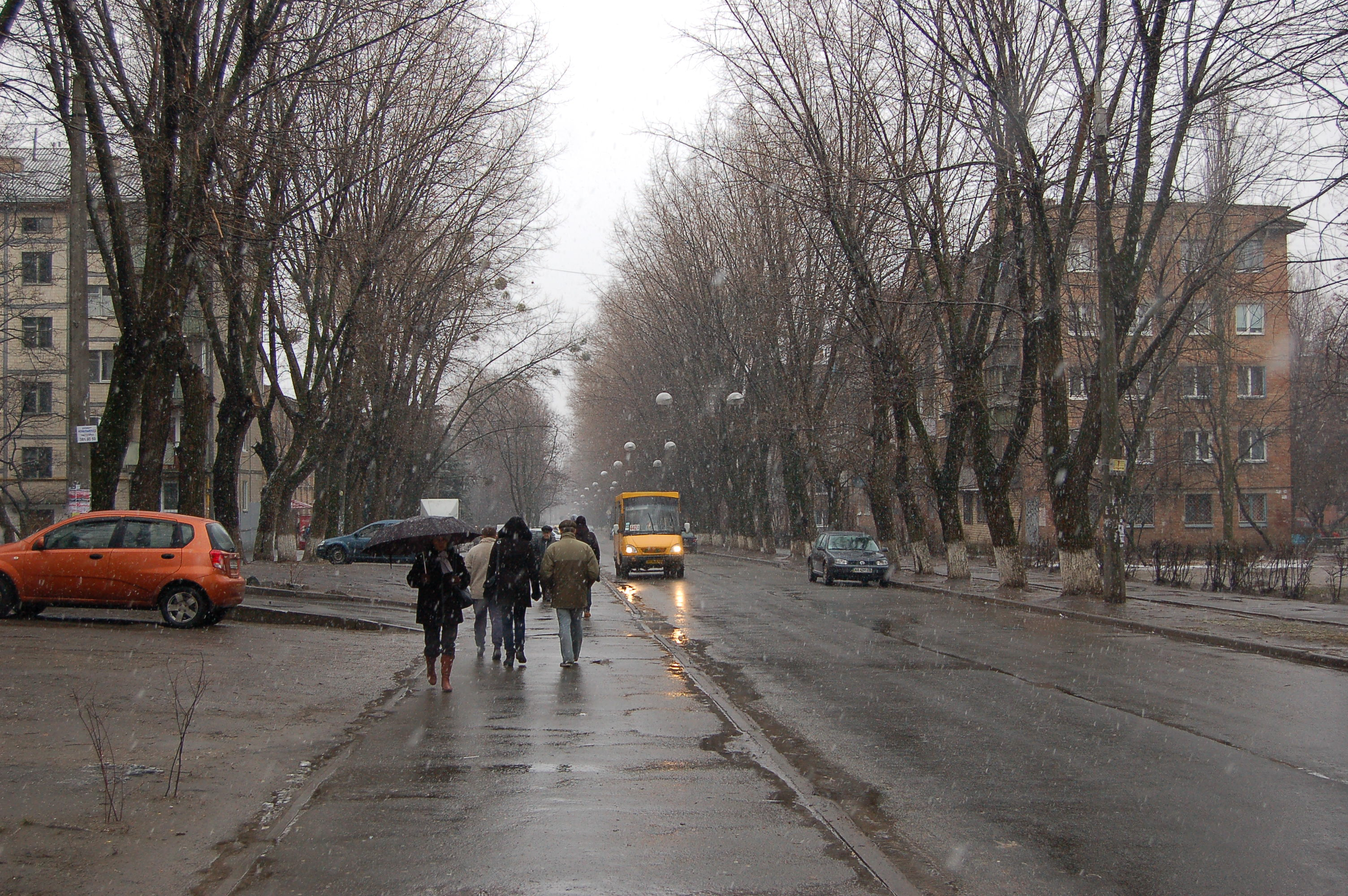
Біля перехрестя з бульваром Вацлава Гавела